# WIN 55,212-2
WIN 55,212-2 هو مركب كيميائي يوصف على أنه مشتق أمينو ألكيل إندول، ويُسبب تأثيرات مماثلة لتأثيرات الكانابينويدات (أشباه القنب) مثل رباعي هيدرو كانابينول (THC) لكن يملك بنية كيميائية مختلفة تماما.
WIN 55,212-2 هو ناهضة قوية لمستقبل الكانابينويد، ووُجد أنه مسكن ألم قوي  في النموذج الجرذ لألم الاعتلال العصبي. فهو ينشط الكينازَيْن المنشطَيْن بالميتوجين P42 وP44 عبر تأشير متوسَّط بالمستقبِل.
ربما يمكن لـWIN 55,212-2 إلى جانب إتش يو-210 وJWH-133 منع الالتهاب المسبب بواسطة بروتينات نشواني بيتا التي لها دور في مرض آلزهايمر، زيادة على منع القصور الإدراكي وفقدان الواسمات العصبية. هذا التأثير المضاد للالتهاب يُستحث عبر أفعال ناهضة في مستقبلات الكانابينويد، والتي تمنع تنشيط الدبيقيات الذي يُحدث الالتهاب. زيادة على ذلك، تزيل الكانابينويدات السمية العصبية المرتبطة بتنشيط الدبيقيات بالكامل في نماذج الجرذان.